# Anna-Lisa Arrhenius-Wold
Anna-Lisa Wold, känd som Anna-Lisa Arrhenius-Wold, född 31 augusti 1914 i Engelbrekts församling i Stockholm, död 22 augusti 1994 i Uppsala domkyrkoförsamling, var en svensk matematiker.
Arrhenius-Wold var dotter till professor Svante Arrhenius och Maria Johansson. Hon avlade filosofisk ämbetsexamen vid Uppsala universitet 1936 och verkade som lärare och lektor. Hon disputerade vid Uppsala universitet 1971 på avhandlingen Finite groups with two generators satisfying the relation BA=A2B2. Därutöver skrev hon två ytterligare böcker om gruppteori samt en bok om sin far.
Hon gifte sig 1940 med statistikern Herman Wold (1908–1992) och fick barnen Svante Wold (1941–2022), Maria Wold (född 1943) och Agnes Wold (född 1955). Makarna Wold är begravda på Södra begravningsplatsen i Lidköping.